# Tom & Jerry (película de 2021)
Tom & Jerry (estrenada en algunos países como Tom & Jerry: The Movie) es una película de comedia de acción en vivo/animada por computadora estadounidense de 2021 basada en los personajes de dibujos animados y la serie de cortometrajes animados del mismo nombre creado por William Hanna y Joseph Barbera. Es la octava película de Warner Animation Group. Es la segunda película teatral basada en los personajes que siguen a Tom y Jerry: La película de 1992, y sigue a Jerry refugiándose en un hotel elegante, donde una joven empleada llamada Kayla consigue un trabajo allí y contrata a Tom para exterminarlo antes de que llegue una boda importante, hasta que el dúo deja a un lado sus diferencias para salvar el hotel de sus sueños, la boda planeada y su carrera.
La película está dirigida por Tim Story y escrita por Kevin Costello. Está protagonizada por Chloë Grace Moretz, Michael Peña, Colin Jost, Rob Delaney y Ken Jeong en papeles de acción real, con Nicky Jam, Bobby Cannavale y Lil Rel Howery en papeles de voz. Los personajes principales tienen la voz de William Hanna, y June Foray a través de grabaciones de archivo, junto con Frank Welker, Kaiji Tang y André Sogliuzzo, a pesar de que figuran como ellos mismos en los créditos. Anunciada originalmente como una película de acción en vivo/animada por computadora en 2009, la película languideció en el infierno del desarrollo durante varios años. Los planes finalmente cambiaron para producir una película completamente animada, en la misma línea que los cortos teatrales originales, en 2015. La película se convirtió nuevamente en un híbrido de acción en vivo/animación en 2018, con animación producida por Warner Animation Group, y el rodaje comenzó en 2019.
Tom & Jerry fue estrenada en cines por Warner Bros. Pictures en los Estados Unidos el 26 de febrero de 2021, junto con un lanzamiento de transmisión simultánea de un mes en HBO Max. La película recibió críticas generalmente negativas de los críticos y ha recaudado $93 millones en todo el mundo, lo que la convierte en la séptima película más taquillera de 2021.

## Argumento
En Manhattan, Tom el gato, que sueña con convertirse en pianista, toca en Central Park, mientras que su rival de toda la vida, Jerry el Ratón, busca un nuevo hogar. Durante una de las actuaciones de Tom, Jerry se pelea con él y termina con el teclado de Tom destruido, seguido de una persecución.
Kayla Forester, una joven inteligente de la calle que hace trabajos ocasionales mientras vive de su ingenio, termina tropezando con Tom mientras persigue a Jerry. En busca de un puesto en el Hotel Royal Gate, Kayla tiene la tarea de ayudar al gerente de eventos Terrance Mendoza a organizar una boda de alto perfil, después de presentar un currículum robado como propio. Al mismo tiempo, Jerry se instala en el hotel, donde sus travesuras habituales implican robar comida y artículos para mejorar su nuevo estilo de vida.
Preeta Mehta y su prometido Ben, junto con sus mascotas Spike y Toots, llegan al hotel, donde son recibidos por Kayla y Terence, quienes los saludan, sin darse cuenta de que Jerry roba el bolso de Preeta. Mientras la pareja es escoltada a sus habitaciones, se da a conocer la presencia de Jerry, lo que pone en riesgo la boda y el hotel en sí. Kayla se ofrece a ayudar a atrapar a Jerry sin que nadie lo sepa, lo que impresiona a Henry Dubros, el gerente general del hotel. En su intento fallido de atrapar a Jerry, Kayla se hace amiga de un camarero llamado Cameron. Mientras tanto, un deprimido Tom cae en la desesperación, hasta que se da cuenta de que Jerry está dentro de una de las habitaciones del hotel. Un Tom enfurecido lo persigue, lo que lleva a la pareja a pelear y destruir toda la habitación. Kayla viene a revisar, debido a quejas por ruido. Se hace amiga de Tom y convence a Dubros de que lo contrate para atrapar a Jerry, a pesar del desacuerdo de Terrance.
Después de muchos intentos fallidos, Tom diseña una gran trampa para ratones y finalmente logra sacar a Jerry del hotel. Mientras tanto, Kayla se entera de Preeta que falta su anillo de compromiso y se ofrece a ayudar sin que Ben lo sepa, lo que genera una amistad entre los dos. Preeta también revela que Ben no ha estado escuchando sus ideas sobre la boda y ha pedido varios animales. Al enterarse de que Tom se ha deshecho de Jerry, Kayla y Tom celebran con Cameron, con Tom tocando una canción en el piano para impresionar a Toots. Sin embargo, Jerry regresa y le revela a Kayla que tenía el anillo de Preeta con él y acepta devolvérselo si ella lo deja quedarse. Antes de que Kayla pueda estar de acuerdo, Terrance regresa de caminar a Spike. Jerry se esconde en el bolsillo del abrigo de Kayla, provocando una persecución durante la cual Spike, Tom y Jerry demuelen el vestíbulo del hotel.
Terrance recibe una licencia, mientras que Kayla asume el cargo de gerente de eventos, por devolver el anillo robado por Jerry. Para evitar que más de las travesuras de Tom y Jerry arriesguen la boda y, por lo tanto, su trabajo, así como las propias posibilidades de Tom y Jerry de querer vivir en el hotel, Kayla les dice que tienen que llevarse bien y pasar todo el día siguiente lejos. lejos del hotel, si quieren quedarse, a lo que están de acuerdo. Tom y Jerry se unen durante su viaje, pero son llevados a un complejo de mascotas, después de que, sin darse cuenta, interrumpen un juego de béisbol.
Un vengativo Terrance visita por separado a Tom y Jerry en su celda y en secreto le dice mentiras a Tom sobre Jerry y Jerry sobre Tom (a sus espaldas), enfureciéndolos a ambos. Al comienzo de la boda, Terrance incita a Tom y Jerry a pelear, lo que finalmente resulta en que el resto del hotel se arruine, la boda se arruine y Kayla se vaya avergonzada, mientras que Tom es expulsado físicamente por Terrance.
Sabiendo que es su culpa que la boda se arruine, Tom y Jerry finalmente dejaron de lado sus diferencias y convencen a Kayla, al personal del hotel y a Terence reacio de trabajar juntos y arreglar todo. Persiguen a Preeta en una patineta eléctrica y un dron aéreo y la atraen hacia Ben, lo que hace que la boda se celebre en Central Park, mejor de lo planeado originalmente. Ben se disculpa con Preeta y admite que solo estaba tratando de impresionarla a ella y a su padre y se dejó llevar, mientras Kayla, junto con Linda Perrybottom, la mujer de la que tomó el currículum, consiguen trabajos en el hotel. Cuando termina la película (con Tom tirando de una cortina con el titular clásico de "El fin" de los dibujos animados), la boda continúa, hasta que un percance causado por Jerry reaviva su larga batalla del gato y el ratón con Tom.
En una escena poscréditos, Ben descubre que le están cobrando el precio completo de ambas bodas, pensando que es una broma. Sin embargo, el Sr. Dubros le dice que Terrrance hizo algunos números, luego se va junto con Terrance, mientras Ben lo mira perplejo.

## Reparto
- Chloë Grace Moretz como Kayla Forester, una joven empleada del Hotel Royal Gate y una organizadora de bodas que contrata a Tom para que se lleve a Jerry antes de la boda.
- Michael Peña como Terence Mendoza, el gerente del evento intrigante del Hotel Royal Gate Hotel y el jefe de Kayla.
- Colin Jost como Ben, el novio de la boda que el Hotel Royal Gate está planeando y organizando. Ben también es el dueño de Spike.
- Rob Delaney como Henry DuBros, el adinerado gerente general y propietario del Hotel Royal Gate.
- Ken Jeong como Jackie, el chef y panadero en el Hotel Royal Gate.
- Pallavi Sharda como Preeta, la novia de la boda y la prometida de Ben. Preeta también es propietaria de Toodles "Toots" Galore.
- Jordan Bolger como Cameron, un camarero en el Hotel Royal Gate.
- Patsy Ferran como Joy, una botones del Hotel Royal Gate.
- Daniel Adegboyega como Gavin, el portero del Hotel Royal Gate.
- Christina Chong como Lola, una de las recepcionistas en el Hotel Royal Gate.
- Ajay Chhabra, el padre de Preeta.
- Somi De Souza como la Sra. Mehta, la madre de Preeta.
- Camilla Arfwedson como Linda PerryBottom.
- Ozuna como un Miembro del Personal de Bodas.[7]
- Paolo Bonolis como un invitado de boda.

### Reparto de voz
- William Hanna, Mel Blanc, June Foray (a través de grabaciones de audio de archivo), Frank Welker,[8] Kaiji Tang[9] y André Sogliuzzo[10] como:
  - Tom, un gato callejero de esmoquin y rival de Jerry contratado por Kayla para deshacerse de él. También es pianista profesional. Tom aparece en los créditos como "Él Mismo".
    - T-Pain como la voz cantante de Tom (grabación de archivo).

  - Jerry, un travieso ratón doméstico y rival de Tom que se ha instalado en el hotel. Jerry aparece en los créditos como "Él Mismo".
- Nicky Jam como Butch, un gato callejero negro descontento que es el líder de una pandilla de gatos callejeros en Manhattan y regularmente se opone a Tom.
- Bobby Cannavale como Spike, un Bulldog americano brutal pero tonto al que no le gusta Tom y que también es la mascota de la familia de Ben.
- Lil Rel Howery como el diablo y el ángel del hombro de Tom.
- Los Chicos de la Taza de Plástico:
  - Joey Wells como Lightning, un gato callejero naranja que es miembro de la pandilla de Butch.
  - Harry Ratchford como Topsy, un gatito gris/beige que es miembro de la pandilla de Butch.
  - Na'im Lynn como Meathead, un gato callejero marrón que luce un peluquín rojo que es miembro de la pandilla de Butch.
  - Spank Horton como Ash, un gato callejero larguirucho marrón/beige que es miembro de la pandilla de Butch.
- Utkarsh Ambudkar como Rata Inmobiliaria.
- Tim Story como Locutor de Paloma.
- Ben Shephard y Kate Garraway como Cecil y Malcolm, dos elefantes en la boda de Ben y Preeta.[11]

Además, Goldie el Pez Dorado y Toodles "Toots" Galore también aparecen en papeles silenciosos. Droopy y Ardilla Loca también aparecen en breves cameos.

## Producción

### Desarrollo
Los planes para una película de acción en vivo de Tom y Jerry se anunciaron en 2009, después del éxito de Alvin y las ardillas, y seguirían los orígenes de Tom y Jerry sobre un telón de fondo de Chicago. La película habría sido producida por Dan Lin, a partir de un guion escrito por Eric Gravning.
El 6 de abril de 2015, los planes cambiaron de una película de acción real a una película completamente animada, que se mantendría "en la misma línea que el material original".
En octubre de 2018, se anunció que Tim Story dirigiría una película animada/de acción en vivo de Tom y Jerry para Warner Bros., que comenzaría a filmarse en 2019. Se informó que Story estaba en conversaciones con ejecutivos de Warner Bros. estaba interesado en dirigir, incluso antes de dirigir la nueva película de Shaft. Cuando se mencionó la película de Tom y Jerry, Story inmediatamente "mencionó su admiración por los personajes y cómo le encantaría abordar esa propiedad".

### Casting
En marzo de 2019, se informó que Zoey Deutch y Olivia Cooke estaban a la cabeza para el papel principal de acción en vivo de Kayla, "quien se une a Tom para evitar que el molesto Jerry arruine un evento importante para ella". Además, Sofia Carson, Elle Fanning, Jennifer Lawrence, Ariel Winter, Naomi Scott, Meg Donnelly, Hailee Steinfeld, Yara Shahidi, Kelly Marie Tran, Becky G e Isabela Moner fueron todas consideradas para el papel. Más tarde ese mes, se informó que Peter Dinklage estaba siendo considerado para el papel de Terrance, el jefe de Kayla y el antagonista humano de la película. En abril, Chloë Grace Moretz estaba en las negociaciones finales para protagonizar la película. Moretz describió a Kayla como "muy parecida a Jerry" y como "una chica que luchaba por lo que quería lograr pero se da cuenta de que el tiempo y la honestidad es lo que prevalecerá al final", así como "una tontería total", este último aspecto. lo que permitió a Moretz "apoyarse en quién [es] en la vida real". También dijo que Kayla es "un poco desagradable con algunas de las decisiones que toma", pero aún quería que el personaje se sintiera agradable. Moretz se inspiró en su interpretación de Bob Hoskins como Eddie Valiant en ¿Quién engañó a Roger Rabbit?, así como de las actrices Sandra Bullock, Jennifer Aniston, Lucille Ball y Meg Ryan. En mayo de 2019, Michael Peña se unió al elenco en el papel que buscaba Dinklage. Colin Jost, Ken Jeong, Rob Delaney, Jordan Bolger y Pallavi Sharda se agregaron al elenco en julio. Se reveló que Patsy Ferran era parte del elenco en septiembre de 2019.
En noviembre de 2020, Nicky Jam y Lil Rel Howery revelaron que habían sido elegidos para la película en papeles de voz. El 2 de diciembre de 2020, Jam reveló que será la voz de Butch Cat en la película.

### Rodaje
La fotografía principal comenzó en julio de 2019 en los estudios Warner Bros., Leavesden en Hertfordshire, Inglaterra. La película fue filmada por el director de fotografía Alan Stewart, con las cámaras de cine Sony VENICE y las lentes Panavision Primo 70 y Primo Artiste. Los animadores estuvieron presentes durante la filmación, lo que permitió a los miembros del elenco improvisar mientras los titiriteros manejaban las figuras de los personajes principales. La filmación terminó antes del cierre de la industria en respuesta a la pandemia de COVID-19.

### Animación
Los servicios de animación fueron proporcionados por Framestore, que contrató animadores 3D apasionados por la animación 2D para el proyecto. La estrategia que utilizaron los animadores fue basar la animación en un medio de modelado 3D/CGI VFX estilizado a través de un acabado 2D clásico mediante la creación de aparejos innovadores, técnicas de animación utilizadas para crear animación 2D y herramientas personalizadas como iluminación y renderizado, lo que da como resultado la película Animación 3D / CGI que mantiene el aspecto, la sensación y el espíritu de la animación 2D, en la línea de los cortos clásicos originales de las décadas de 1940 y 1950. Los animadores también utilizaron los primeros cortos de Tom y Jerry como referencia e inspiración para las secuencias de animación. El trabajo en la animación se realizó de forma remota durante la pandemia, con los realizadores haciendo una exploración creativa en ciertas tomas y finalizando el material a través de los grupos de producción.

### Música
El 22 de julio de 2020, se anunció que el colaborador y compositor recurrente de Tim Story, Christopher Lennertz, compondrá la banda sonora de la película. El álbum fue lanzado por WaterTower Music el 12 de febrero, con 30 pistas.

## Estreno

### Teatral y streaming
Tom & Jerry fue lanzada en los Estados Unidos el 26 de febrero de 2021 por Warner Bros. Pictures, en cines y durante un mes en HBO Max. La película se estrenó casualmente en la fecha de nacimiento de Tex Avery, en la que la película protagoniza por un breve segundo uno de los personajes de Avery, Droopy, en un refugio de animales y en una cartelera de parodia de Joker. Es la primera película en presentar oficialmente el nuevo logotipo de Warner Animation Group para que coincida con el nuevo escudo que Warner Bros. debutó en noviembre de 2019. Originalmente estaba programada para ser lanzada el 16 de abril de 2021, pero se pospuso hasta el 23 de diciembre de 2020. Luego, la película se retrasó hasta el 5 de marzo de 2021 debido a la pandemia de COVID-19, antes de avanzar una semana para evitar la competencia con Raya y el último dragón de Disney. Samba TV estimó que 1.2 millones de hogares estadounidenses transmitieron la película durante su primer fin de semana en HBO Max.
El 8 de marzo de 2021, a algunos espectadores de HBO Max que intentaron ver la película se les mostró accidentalmente La Liga de la Justicia de Zack Snyder, una película que se suponía que se lanzaría 10 días después. HBO Max solucionó rápidamente el problema en dos horas.

### Marketing
Una carroza de los personajes apareció en el 94° Macy's Thanksgiving Day Parade para promocionar la película.
El 1 de septiembre de 2020, se anunció que la compañía australiana de juguetes Moose Toys hizo un trato con Warner Bros. para fabricar mercadería para la película junto con la próxima película Space Jam: A New Legacy.
El 20 de febrero de 2021, Warner Bros. lanzó dos nuevos cortos en HBO Max titulados Tom and Jerry Special Shorts para honrar el 81 aniversario de Tom y Jerry, así como para promover la película. Estos cortos comparten el estilo y el equipo de los otros dibujos animados de Looney Tunes originales de HBO Max, también producidos por Warner Bros. Animation. Más tarde fue retirado un mes después por razones desconocidas.
El 6 de marzo de 2021, Rob Delaney había sido el presentador invitado estrella de Saturday Night Takeaway de Ant & Dec, mientras que los personajes principales hicieron una aparición con Sir Tom Jones.

## Spin-off animado
Tom y Jerry en Nueva York es una serie animada original de HBO Max producida por Warner Bros. Animation (subcontratada por Renegade Animation, el equipo detrás de la serie de televisión de Cartoon Network de 2014, The Tom and Jerry Show) que es una continuación de la película. que sigue a Tom y Jerry como nuevos residentes de The Royal Gate Hotel, con sus payasadas y caos habituales para seguirlos por todo el hotel y más allá, atravesando Manhattan, Nueva York. Fue lanzado el 1 de julio de 2021.

## Recepción

### Taquilla
Al 5 de abril de 2021, Tom & Jerry ha recaudado $39.5 millones en los Estados Unidos y Canadá, y $53.8 millones en otros territorios, para un total mundial de $93.3 millones.
En los Estados Unidos y Canadá, la película recaudó 4 millones de dólares en 2479 salas de cine en su primer día de estreno. Luego debutó con $14.1 millones, el segundo mejor fin de semana de apertura de la pandemia detrás del lanzamiento de Warner Bros. en diciembre, Wonder Woman 1984 ($16.4 millones). Las audiencias del fin de semana de apertura fueron 51% mujeres y 46% menores de 17 años, mientras que 35% eran hispanos, 33% caucásicos, 21% afroamericanos y 11% asiáticos. David Gross, que dirige la consultora cinematográfica Franchise Entertainment Research, dijo sobre la cifra: "Con la mitad de los cines aún cerrados, la pandemia sigue siendo una amenaza y Tom & Jerry disponible en casa, esta es una muy buena apertura". En su segundo fin de semana, la película recaudó $6.6 millones y en el tercero ganó $4 millones, terminando en segundo lugar detrás de la recién llegada Raya y el último dragón en ambas ocasiones.
La película se estrenó inicialmente en siete mercados internacionales, recaudando $1.45 millones; Singapur lideró con $457,000. En su segundo fin de semana de estreno internacional, la película se proyectaba en 16 mercados, incluido el debut en el número uno en Brasil ($746,000) y México ($395,000).

### Crítica
El sitio web del agregador de reseñas Rotten Tomatoes informa que el 28% de los 91 críticos dieron a la película una crítica negativa, con una calificación promedio de 4.60/10. El consenso de los críticos del sitio dice: "No es la peor de las aventuras de largometraje del dúo de largas peleas, pero Tom & Jerry es decepcionantemente corto en el espíritu anárquico de sus cortos clásicos". Según Metacritic, que asignó a la película una puntuación media ponderada de 33 sobre 100 basándose en 17 críticos, la película recibió "críticas generalmente desfavorables". Las audiencias encuestadas por CinemaScore le dieron a la película una calificación promedio de "A–" en una escala de A+ a F, mientras que PostTrak informó que el 79% de los miembros de la audiencia le dieron una puntuación positiva, y el 60% dijo que definitivamente la recomendaría.
John DeFore de The Hollywood Reporter dijo que el público debería "volver a ver a Roger Rabbit en su lugar" y escribió: "Tom & Jerry de Tim Story es de cinco a diez minutos de acción que podrían haber funcionado en uno de los cortos del dúo de dibujos animados, rodeado por una cantidad desmesurada de, conflicto de origen humano poco divertido". Billge Ebiri de Vulture dio una crítica negativa, escribiendo que "Tom y Jerry está tan ocupado, tan desesperadamente sin gracia, tan torpemente cacofónico que te hace anhelar los encantos simples y adormecedores de la única cosa que prácticamente se niega a darte: una caricatura de Tom y Jerry". Jason Bailey de The New York Times revisó negativamente la película en su conjunto, escribiendo "el hecho de que estuviera en la televisión cuando eras niño no significa que fuera bueno".
IGN le dio a la película una puntuación de 6/10 y escribió: "Tom y Jerry es una oferta familiar suficiente con un elenco genial, una banda sonora brillante y diversión ocasional. Es una lástima que Tom y Jerry a menudo se sientan como en el último momento. película y que no tenían mucho más que hacer aparte de servir la historia de los demás". Peter Debruge de Variety dijo: "Sí, esta película es un híbrido, lo que significa que Tom y Jerry tienen un elenco completo de coprotagonistas de carne y hueso, pero [el director Tim Story] estableció una regla simple desde la escena inicial, y se apega a ello: cada animal de la película, desde las palomas cantantes hasta un pez dorado de la suite ejecutiva, se presenta como un personaje de dibujos animados con un diseño entrañable... es lo suficientemente bueno como para ser fácil".
DiscussingFilmle dio a la película 2/5, destacando que incluso sus queridos personajes y la animación detallada no pueden salvar su trama "aburrida y poco interesante". Lo etiquetan como un "recuento vacío de películas ya vistas" con escritura, actuación e imaginación deficientes.